# Eisenbahnversuchsring Velim

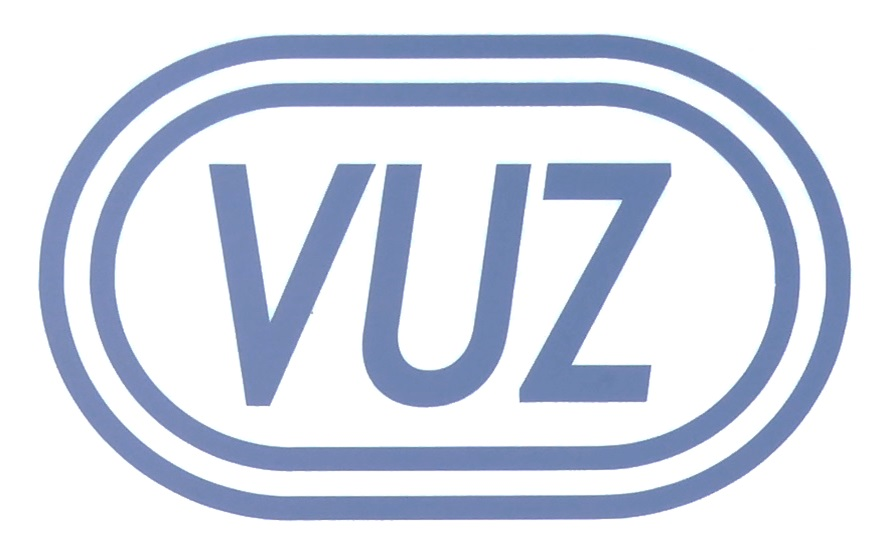
Logo VUZ

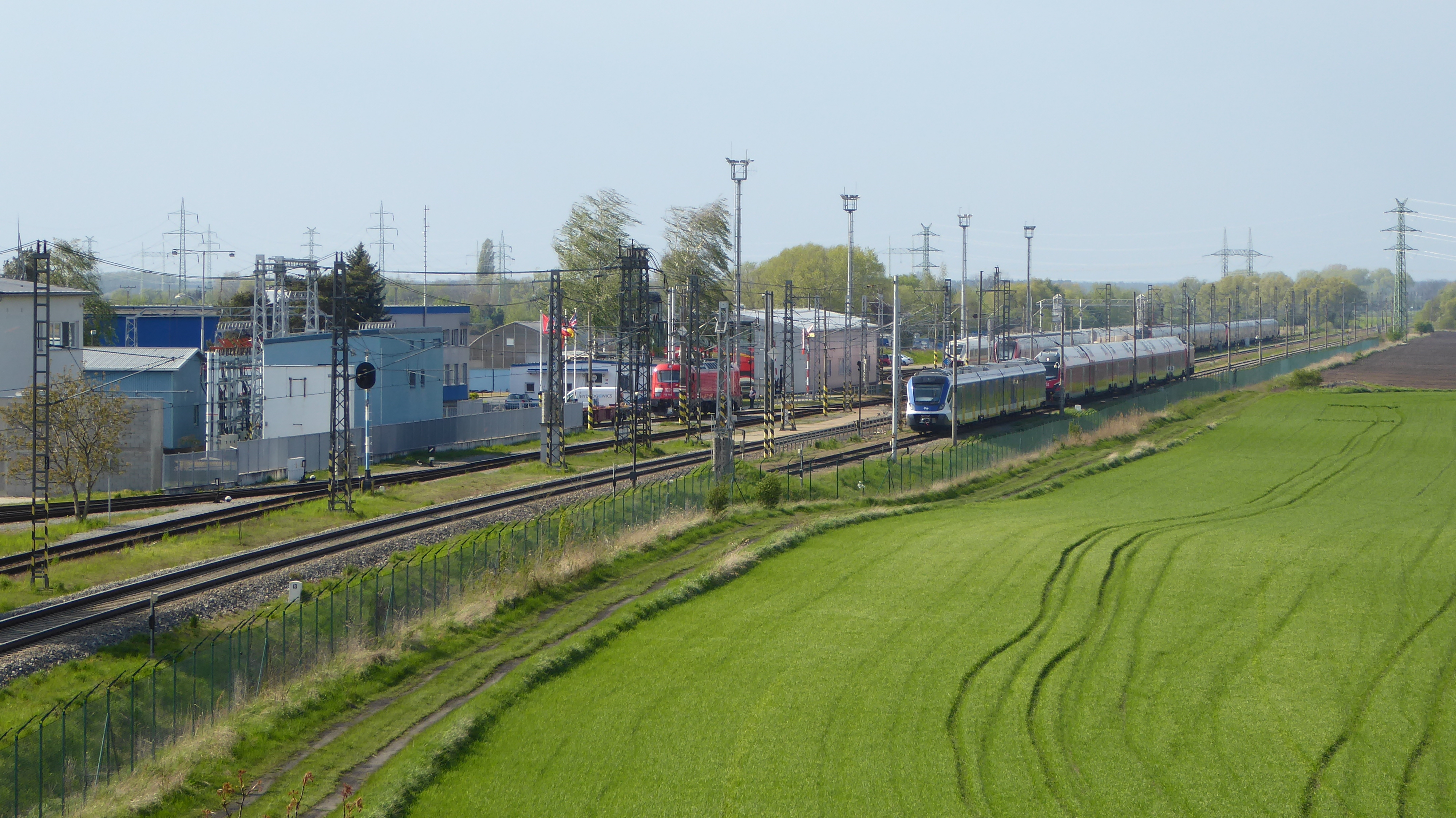
Unterwerk und Betriebsstelle des Eisenbahnversuchsrings Velim

Der Eisenbahnversuchsring Velim (tschechisch Železniční zkušební okruh u Velimi) ist eine Versuchsstrecke für Eisenbahnfahrzeuge in Tschechien. Er befindet sich knapp 50 km östlich von Prag nahe Poděbrady im Středočeský kraj (Region Mittelböhmen). Eigentümer der Versuchsanlage ist das Eisenbahnforschungsinstitut VUZ („Forschungsinstitut der Eisenbahn“), eine Tochtergesellschaft der Tschechischen Bahn. Daneben forscht auf dieser Anlage noch das Forschungsinstitut VÚKV a.s. („Forschungsinstitut für Schienenfahrzeuge“), eine Tochter von Škoda.

## Geschichte

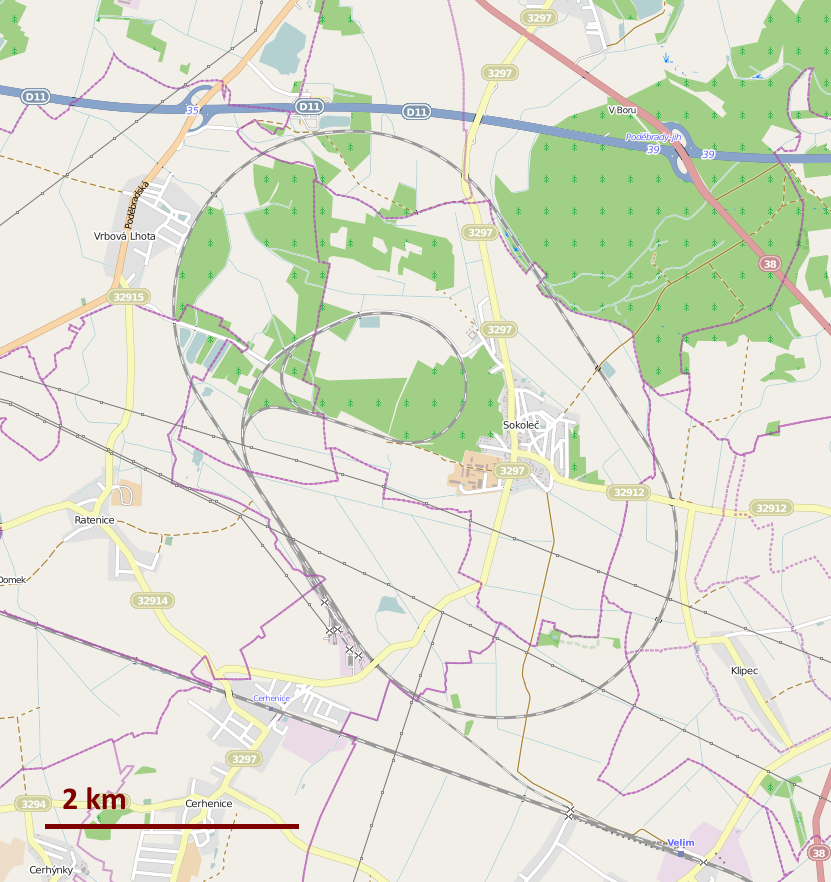
Eisenbahnversuchsring Velim

Der 1963 eröffnete Versuchsring wurde von der Organisation für die Zusammenarbeit der Eisenbahnen (OSShD) der damaligen sozialistischen Länder (ČSSR bis Nordkorea) errichtet. Der Abzweig von der 1845 eröffneten Bahnstrecke Prag-Kolin (KBS 11) erfolgt im Bahnhof von Velim südlich des Rings, das Betriebsgelände liegt am Bahnhofsviertel von Cerhenice. Der Ort Sokoleč liegt zwar im Ring, hat am Betrieb aber keinen Anteil.
Der kleinere der beiden Ringe sollte bis 2024 für das Testen selbstfahrender Bahnfahrzeuge ausgerüstet werden.

## Beschreibung
Der Eisenbahnversuchsring besteht aus zwei miteinander verbundenen Schleifen:
- Der kleine Ring ist 3,951 km lang und ermöglicht Fahrgeschwindigkeiten bis 90 km/h.
- Der große Ring ist 13,276 km lang (Radius 1400 m, Überhöhung 150 mm)[4] und für Geschwindigkeiten bis 210 km/h (Fahrzeuge mit Neigetechnik bis 230 km/h) zugelassen.

Für Versuchsfahrten elektrischer Lokomotiven und Triebwagen ist die Fahrleitungsspannung auf alle in Europa üblichen Stromsysteme umschaltbar:
- 3000 V =
- 1500 V =
- 0750 V =
- 25 kV 50 Hz ~
- 15 kV 16,7 Hz ~

Fahrzeuge auf dem Eisenbahnversuchsring Velim
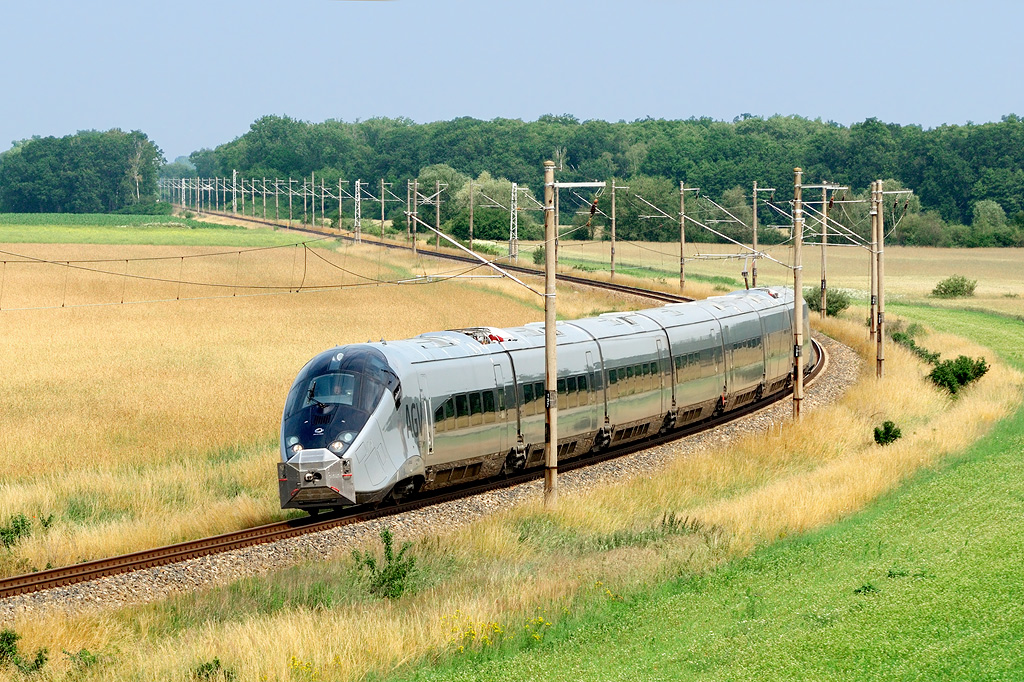
Ein Alstom AGV auf Testfahrt (2008)
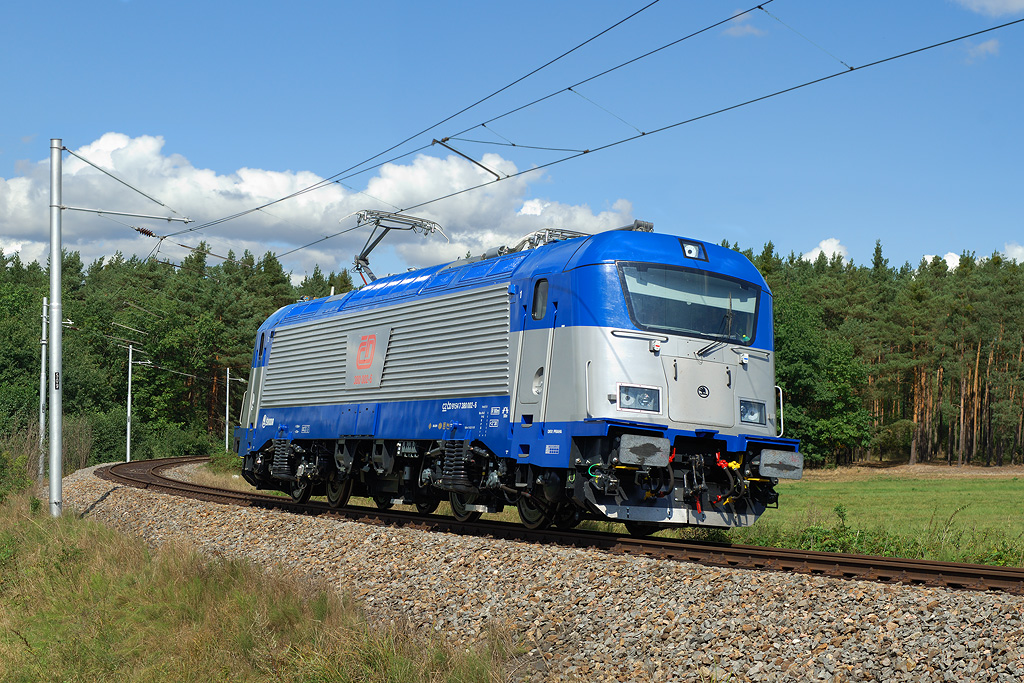
Škoda 109E während eines Tests
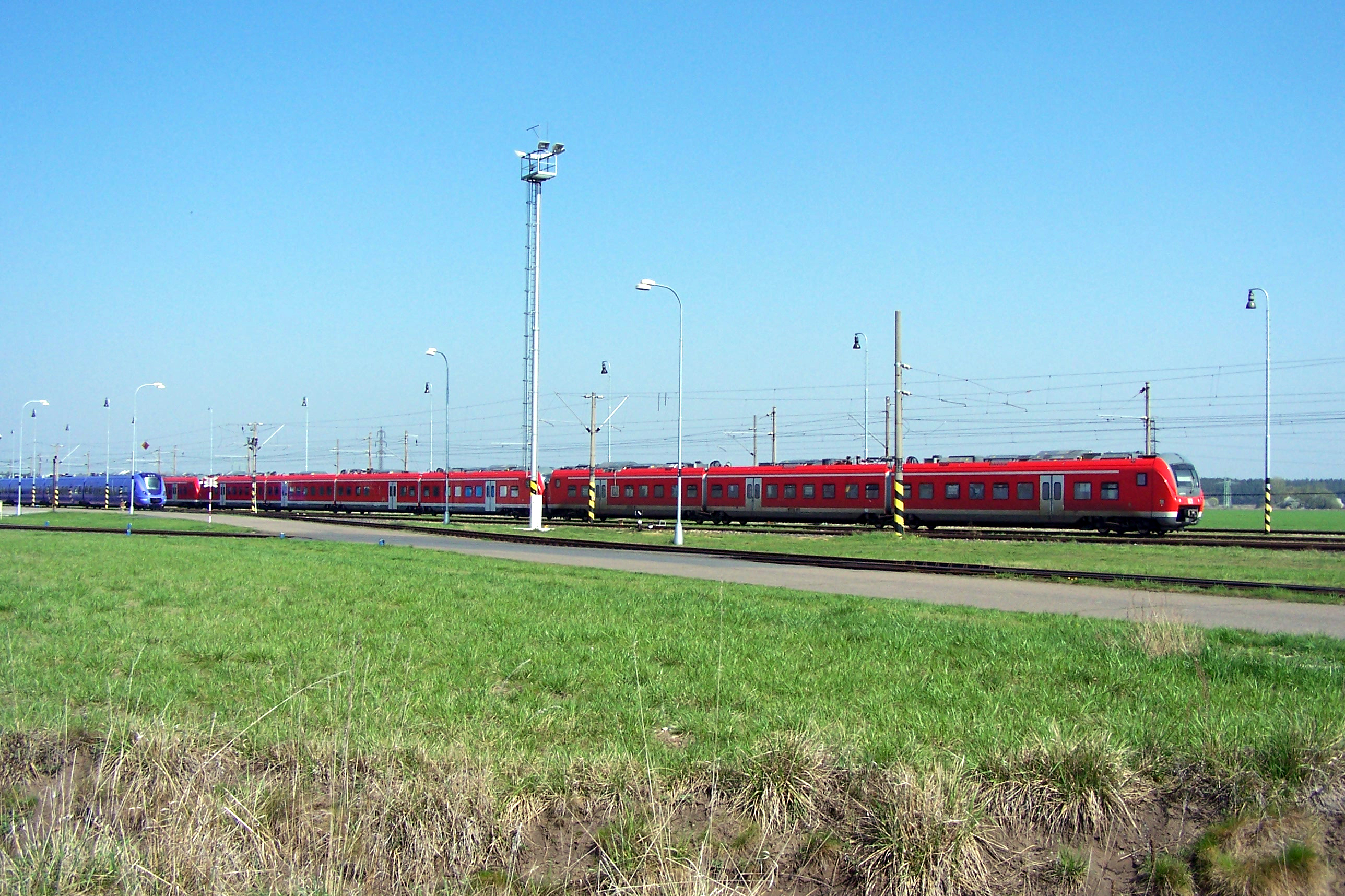
Alstom Coradia Continental für DB Regio
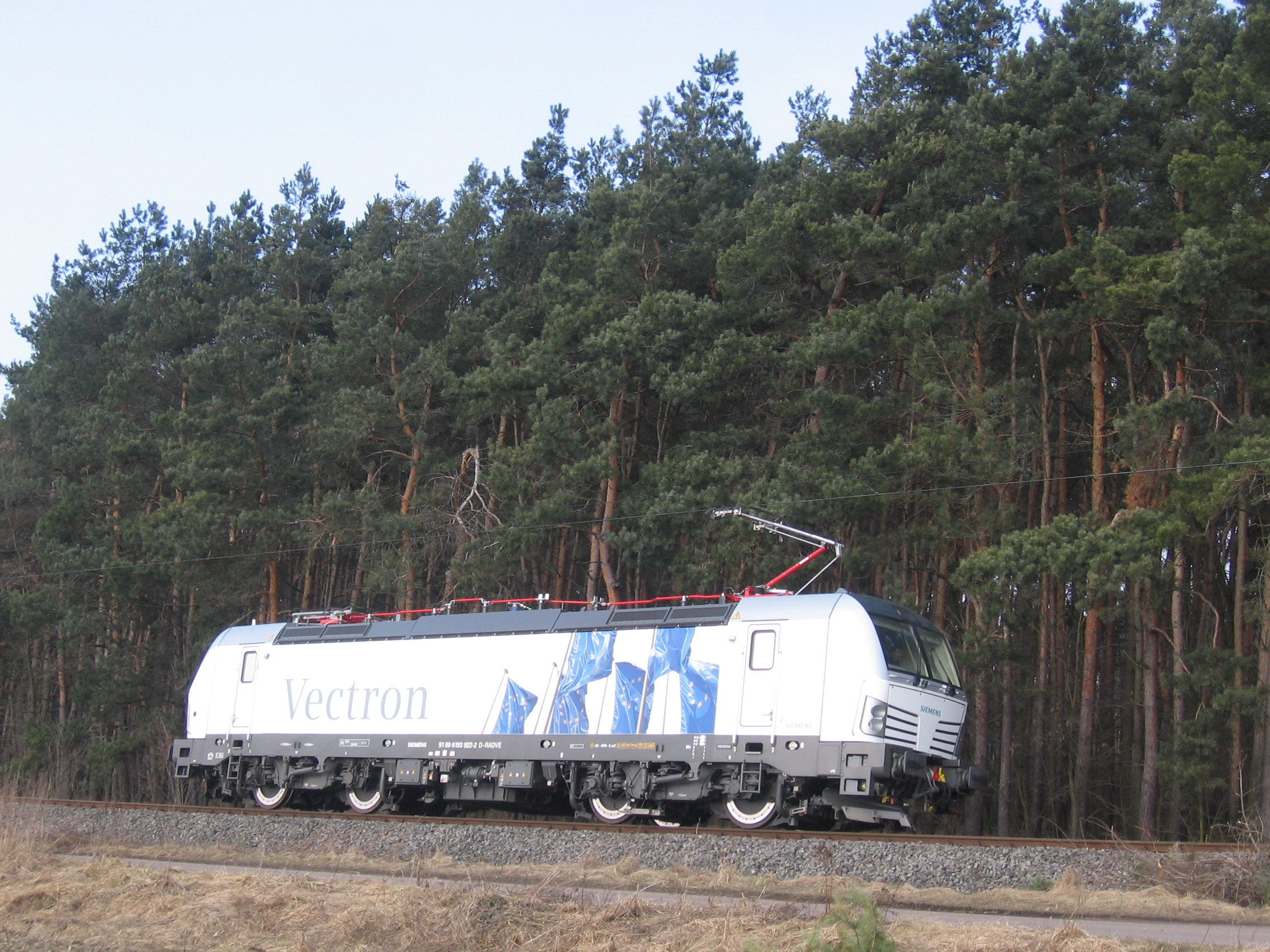
Siemens Vectron
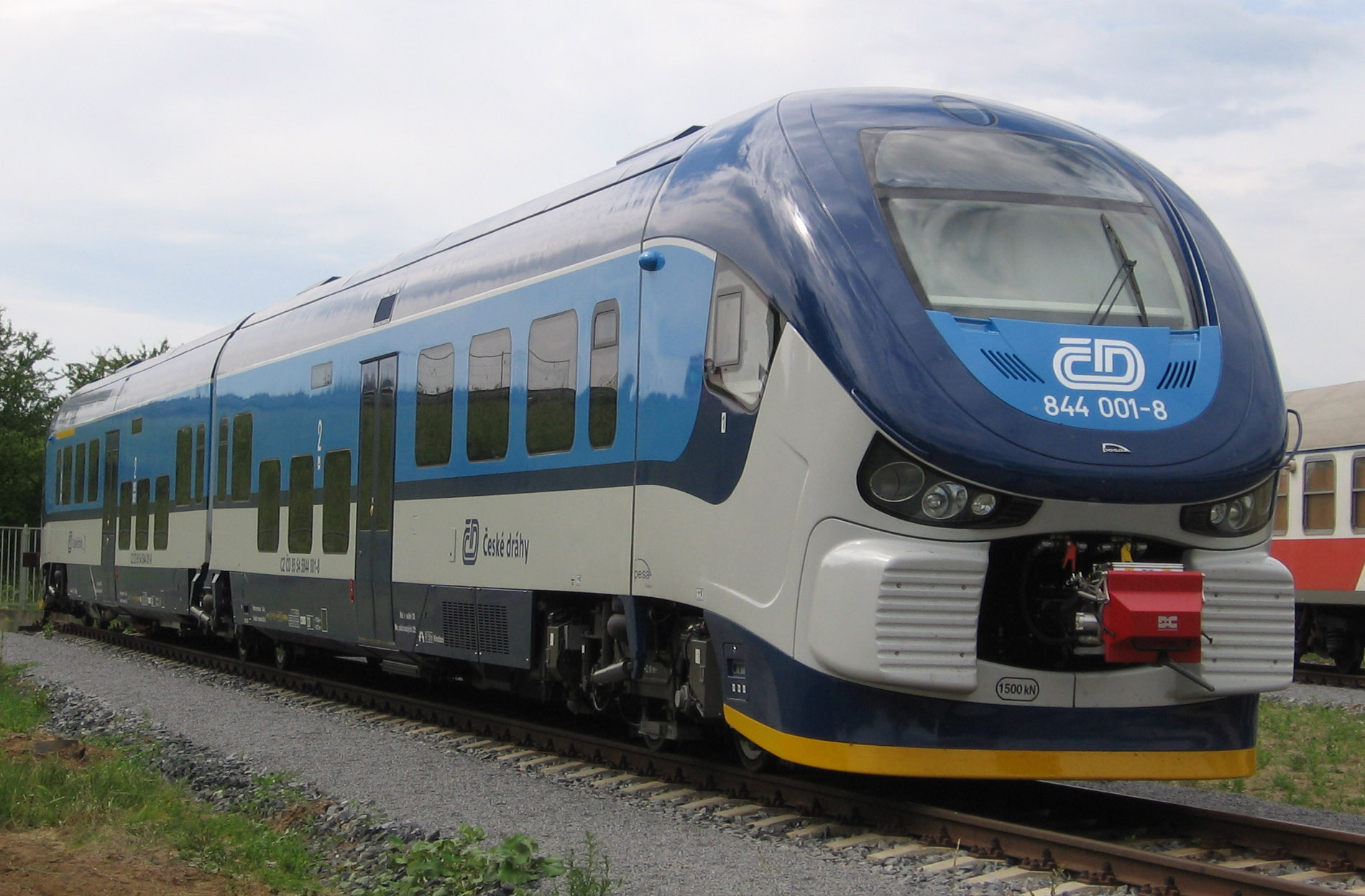
PESA LINK für die ČD
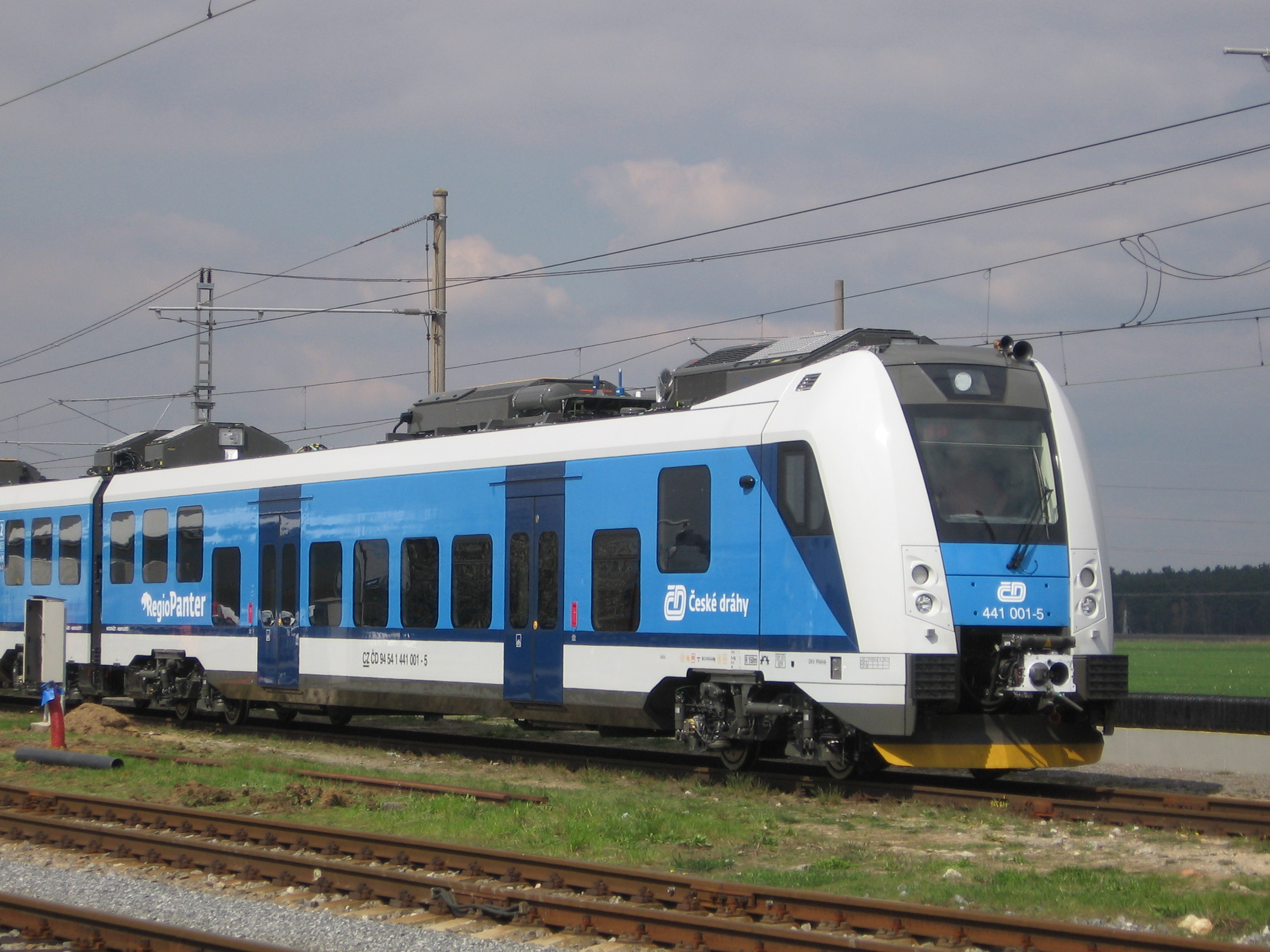
Škoda 7Ev für die ČD
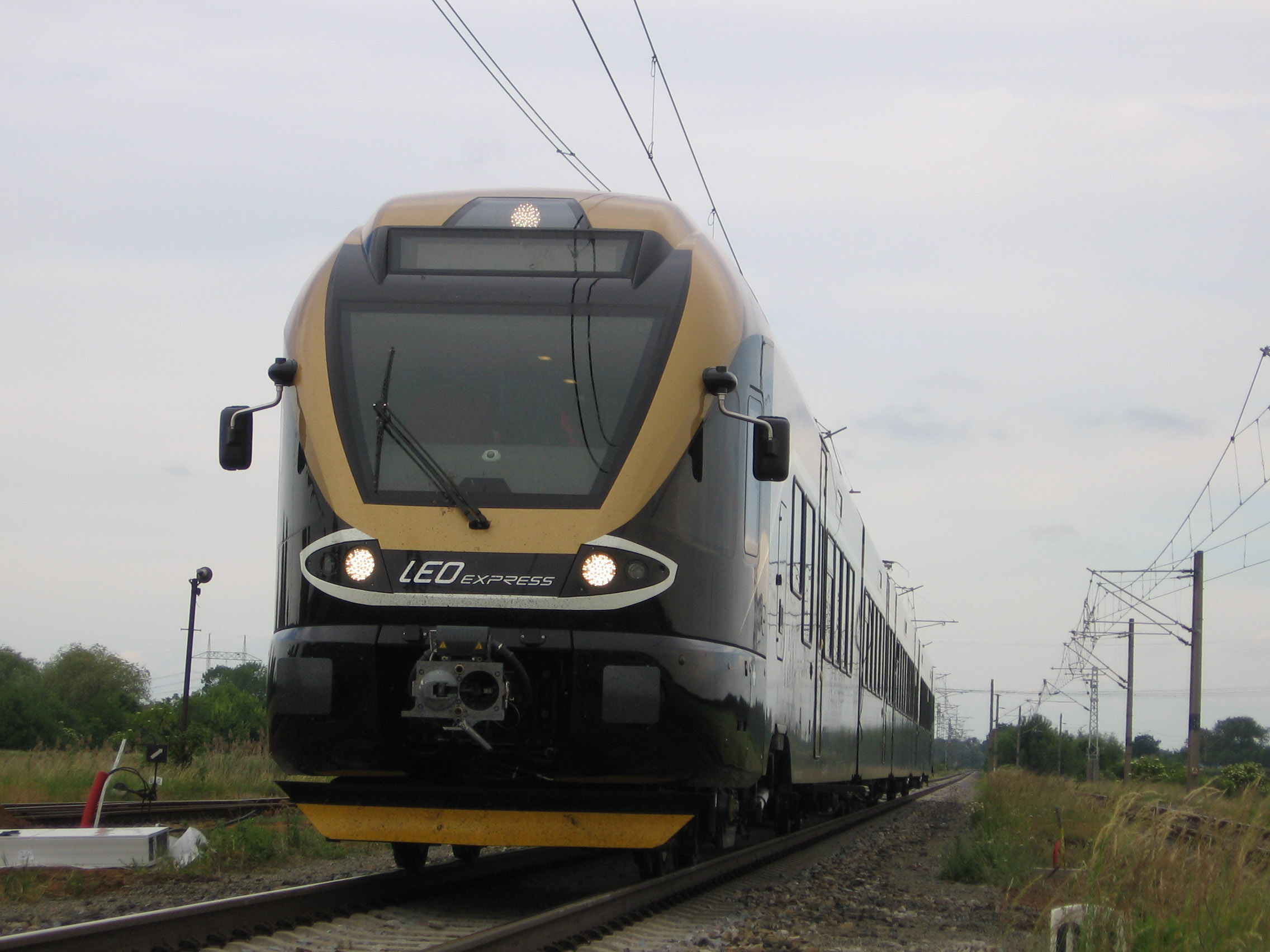
Stadler Flirt für LEO Express
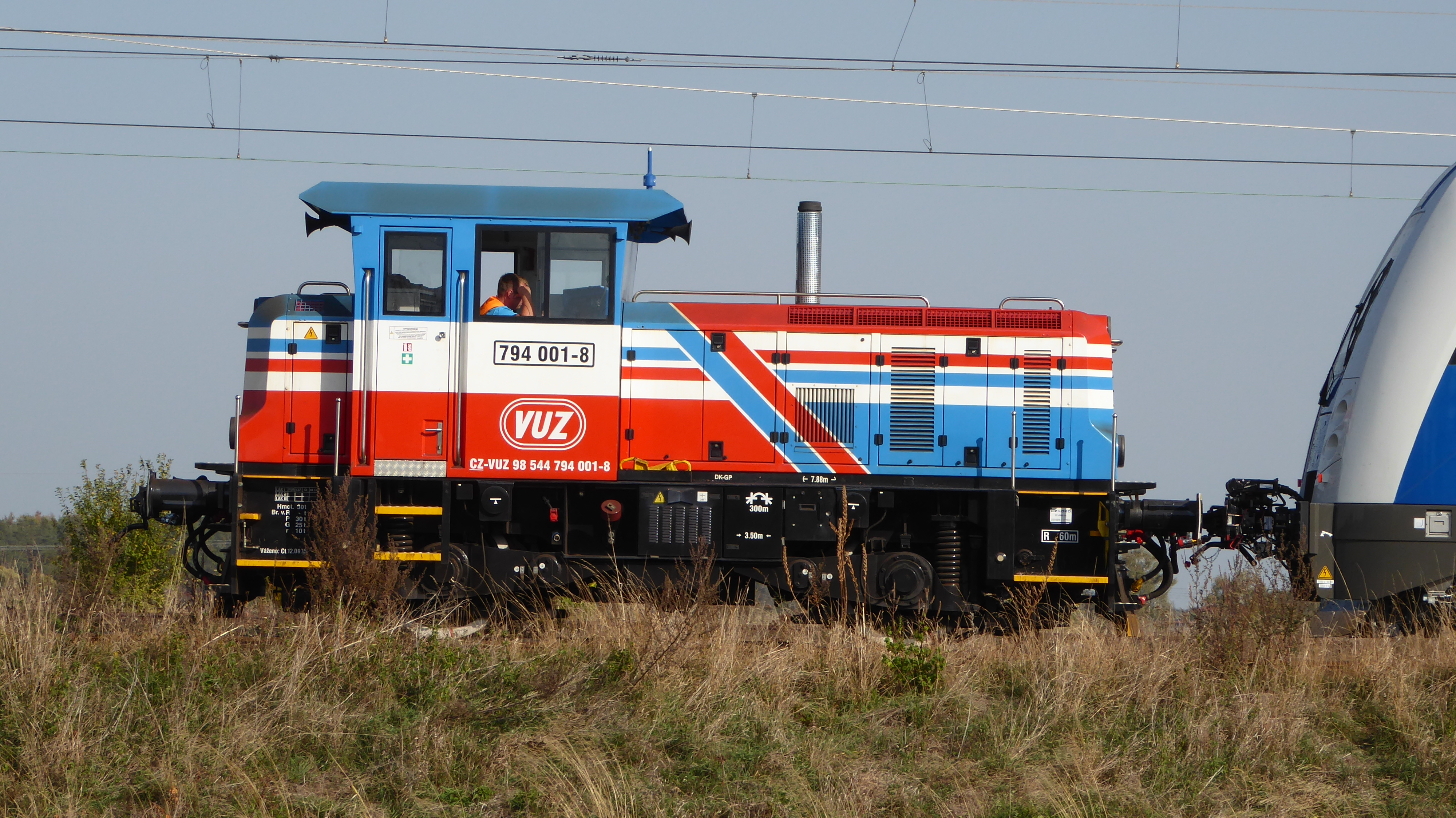
Verschublokomotive 794 001 des VUZ
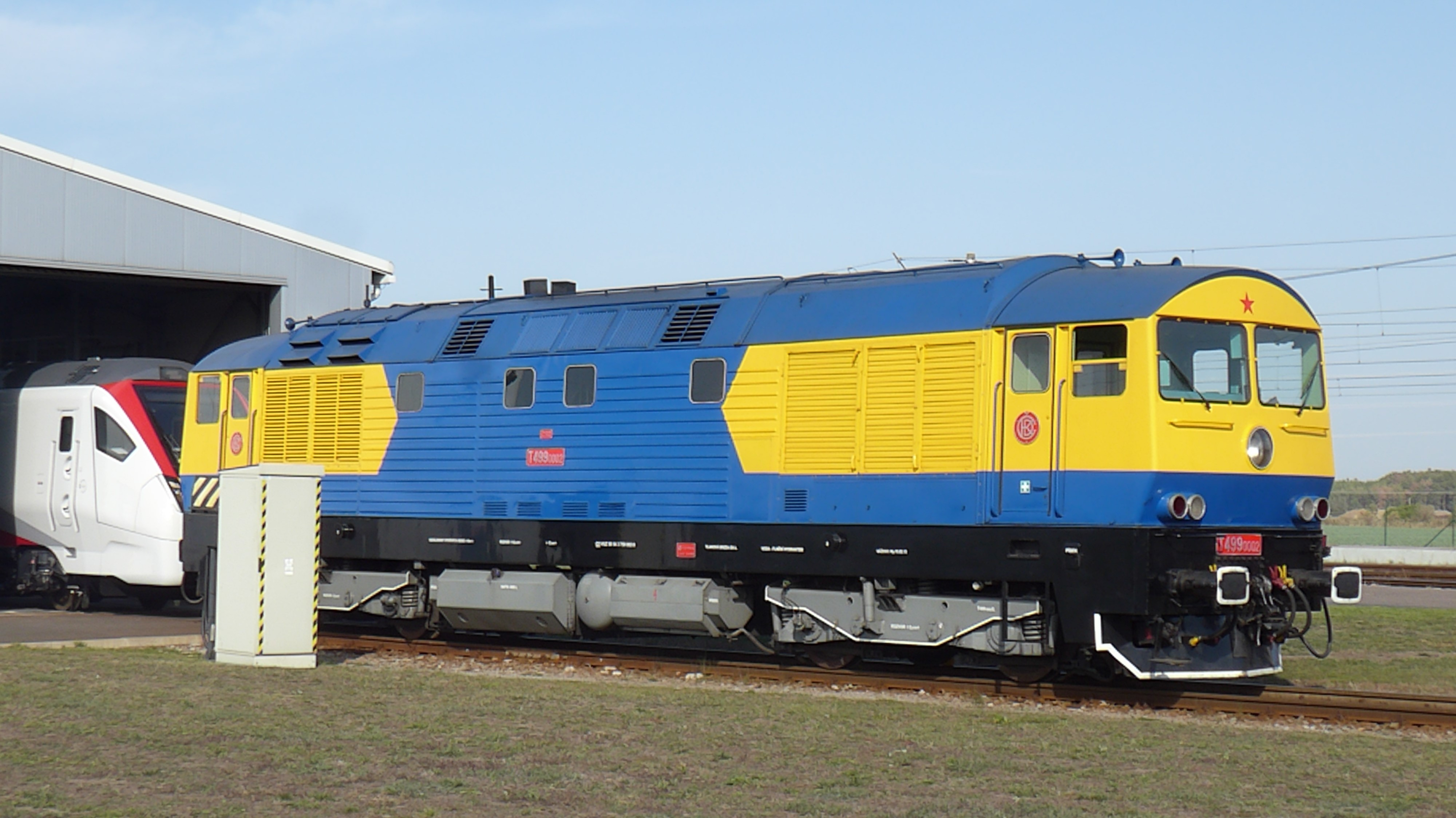
Historische Lok T 499.0002 des VUZ

AŽD Praha rüstete im Jahr 2015 den großen Ring mit ETCS Level 2 aus.